# 威利 (喬治亞州)
威利（英語：Willie）是位於美國喬治亞州利柏提縣的一個鬼鎮。由於此地已於1940年代被荒廢，本地已無人居住。

## 地理
威利的座標為32°00′51″N 81°40′02″W / 32.01417°N 81.66722°W，而該地的平均海拔高度為27米（即89英尺）。